# Armored Core V
Armored Core V (アーマード・コアV?, Āmādo Koa V) è un videogioco simulatore di mecha in computer grafica 3D per PlayStation 3 ed Xbox 360. Si tratta del quattordicesimo capitolo, ed il quinto principale, nella serie della FromSoftware Armored Core, benché non si tratti di un sequel né di Armored Core: For Answer né di Armored Core 4.
Il gioco è stato pubblicato in Giappone il 26 gennaio 2012, sia per PlayStation 3 che per Xbox 360. La Namco Bandai si è occupata dell'esportazione del gioco, facendolo uscire in America Settentrionale il 20 marzo 2012 ed in Europa il 23 marzo dello stesso anno.

## Accoglienza
La rivista Play Generation diede alla versione per PlayStation 3 un punteggio di 73/100, apprezzando le missioni a non finire, l'editor dei mech colossale e il multiplayer interessante e come contro il giocatore singolo che stancava presto ed alcune meccaniche tutt'altro che intuitive, finendo per trovarlo un titolo in cui i difetti tecnici, la complessità e il bilanciamento ostico avrebbero scoraggiato i più, reputandolo più indicato ai giocatori interessati al multigiocatore.